# غاي أوين (روائي)
غاي أوين (بالإنجليزية: Guy Owen)‏ (24 فبراير 1925 - 25 يوليو 1981)؛ روائي أمريكي.